# Dawn Buckholz
Dawn Buckholz nebo také Dawn Avery je americká violoncellistka. Své vzdělání získala u amerického skladatele Johna Cage. Byla členkou souborů Soldier String Quartet a New York City Opera. Během své kariéry spolupracovala s mnoha dalšími hudebníky, mezi které patří John Cale, Jeff Ball, Sussan Deyhim nebo Elliott Sharp.

## Diskografie

### Sólová alba
- True (2002)
- Alchemy: Music for Meditation (2006)
- Viento (2007)
- Tulpe (2008)
- Red Moon (2009)
- Rapidly Approaching Ecstasy: Music for Meditation and Movement (2012)

### Ostatní
- Last Day on Earth (John Cale a Bob Neuwirth, 1994)
- John Zorn's Cobra: Live at the Knitting Factory (John Zorn, 1995)
- Antártida (John Cale, 1995)
- Walking on Locusts (John Cale, 1996)
- In Paradisu (Les Nouvelles Polyphonies Corses, 1996)
- Sharp: Xenocodex (Elliott Sharp, 1996)
- Breath of Heaven (Grover Washington, Jr., 1997)
- Intensive Care (Ron Young, 1997)
- Somewhere in the City (John Cale / různí, 1998)
- Jazz Standards on Mars (Soldier String Quartet, 1998)
- Shy Angels: Reconstruction and Mix Translation of Madman of God (Sussan Deyhim, 1998)
- A Crash Course in Roses (Catie Curtis, 1999)
- A Wishing Well (The Rooks, 1999)
- Turbulent (Sussan Deyhim, 2000)
- Can You Hear a Lullaby (Dee Carstensen, 2001)
- Action Hero Superstar (Leslie Nuss, 2001)
- Inspect for Damaged Gods (Soldier String Quartet, 2004)
- The Shape of Light (Jeff Ball, 2007)
- Estoy Enamorado (Sin Miedo, 2009)
- Rhythm of Life (Larry Mitchell, 2013)
- The Traveler (Larry Mitchell, 2016)